# 高盧入侵巴爾幹
高盧人，源自於拉登地區的凱爾特人開始於前四世紀南遷至巴爾幹半島。儘管凱爾特人原本的據點多數集中於喀爾巴阡盆地西部，但在巴爾幹半島本身也有許多他們的據點與他們顯著的侵略行為。
在凱爾特人佔領了北方的伊利里亞與潘諾尼亞，並將其作為基地後，他們的侵略行動在前三世紀達到高峰，其中緊接而來的是對馬其頓、色雷斯、希臘地區的入侵。在前279年入侵希臘之前，由於亞歷山大大帝去世造成帝國內部的紛亂，凱爾特人趁虛而入，發動一系列對南巴爾幹與馬其頓帝國的攻擊。一部分的衝突發生安那托利亞，而最後凱爾特人就在此處定居，「加拉太」（Galatia）這個地名也是由此而來。

## 南歐的遷移
自前四世紀以來，凱爾特人推進到喀爾巴阡地區與多瑙河，與他們在義大利半島的遷移進度相仿。波伊人與沃爾卡人（Volcae）二者皆是沃爾卡的大部族，他們常在戰爭中相互合作。一小部份的凱爾特人南遷經由兩條較主要的路徑：一條是跟著多瑙河，另一條由東義大利，約有三十萬凱爾特人進入義大利與伊利里亞而約在前三世紀時，潘諾尼亞當地原居民已幾乎完全被他們同化了。拉登文化史前遺物在潘諾尼亞隨處可見，但在蒂薩河西部與南部卻甚為稀疏。這些出土的文物被認為是凱爾特與潘諾尼亞文化的局部變異，然而有些特點顯示凱爾特人仍與偏遠地區如伊比利亞半島保持接觸。凱爾特人在潘諾尼亞河附近的肥沃土地安置，在開發農業和製作陶器的同時，開採位於現今斯洛文尼亞的豐富礦產，在歐洲東南部維也納至蒂薩河一帶建立新家園。

## 早期出征
当时巴尔干北部的政治局势处在不断的动乱中。在任何一个时间，个别势力都在争取获得优势超越其它势力。当自己的领土确立的同时,这个势力就能够在大片区域控制并且组织另外的主要势力，有时是不同语言的相似性。征发军队由该势力的军事部门领导，“一个上进且机动性强的武士阶级能够不时地征服大片土地并且利用他们的人口” （页面存档备份，存于）。四世纪时，凯尔特人在巴尔干的政局中发挥了优势。伊利里亚人发动了对马其顿的战争，留下他们脆弱的西侧。在亞歷山大大帝统治马其顿期间，凯尔特人不敢向南接近。因此在早期，凯尔特人的军事征发主要集中在对伊利里亚人的势力中。
我们不知道有关伊利里亚腹地的政治事务，但我们知道第一个被凯尔特人打败的巴尔干势力就是伊利里亚人，它享有超出巴尔干中部地区的势力范围，集中于摩拉瓦河。一项有趣的记录表明凯尔特人将狡猾的战术用在对阿尔迪安人（Ardiaei）的进攻中。
西元前335年，凯尔特人派遣代表向亚历山大大帝表示敬意。与此同时，马其顿王国正陷于对色雷斯人北部边境地区势力的战争中。一些历史学家指出，这一“外交”举动实际上是对马其顿军事实力的评价，因为凯尔特人主要的目标还是希腊人的财富。亚历山大大帝死后，赛尔特人的部队开始压向南方地区，威胁到了马其顿和希腊。西元前310年，凯尔特的莫里斯托莫斯（Molistomos）将军全面进攻深入伊利里亚领土，并降服达达尼亚人（Dardanians）、派奥尼亚人（Paeonians）以及特里巴利人（Triballi）.新任的马其顿國王卡山德不得不把他的老敌人——伊利里亚人納入自己的保護之下。西元前298年，塞尔特人發動一場深入色雷斯和马其顿的一次入侵，但在哈伊莫司山（Haemus Mons）附近，凯尔特人在卡山德的攻擊下遭受慘敗。然而，凯尔特的另一队人马在坎鲍雷斯（Cambaules）将军带领下到达色雷斯，并占领了大片土地

## 入侵希臘

### 公元前279年的大远征
公元前281年标志着凯尔特人南侵巴爾幹的軍事转折点，色雷斯利西馬科斯的繼業者王国崩溃結果，讓凯尔特人直指希臘本土的迁徙之路因此被打開保萨尼亚斯认为大迁徙的原因是由于对财物的贪婪，而查士丁认为是人口过剩引起的， 门农则认为是饥荒引起的。萨尼雅斯认为，初步探测行动是由坎鲍勒斯带领的，他们因人数太少而撤退。

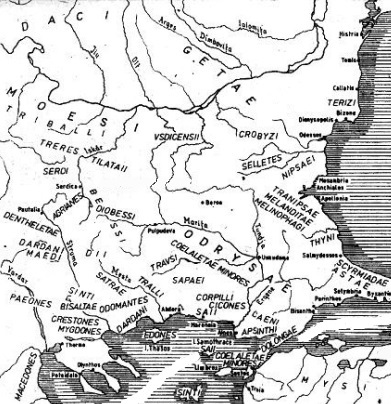
高卢人所采取的路线

公元前280年，一个由8.5万人组成的大军从潘诺尼亚而来并且分散为3路，向南往马其顿和中希腊进行大远征。其中20,000人由Cerethrius帶領，並往色雷斯和特里巴利前進。另外兩路，分別為布倫努斯（Brennus）和阿喀科里俄斯（Acichorius）帶領並往派歐尼亞前進。第三路由波爾吉奧斯（Bolgios）帶領，以馬其頓和伊利里亞為目標
波爾吉奧斯在馬其頓擊敗大破馬其頓國王托勒密·克勞諾斯的軍隊，年輕的托勒密·克勞諾斯被俘並被處斬。然而波爾吉奧斯的隊伍遭到馬其頓貴族索斯提尼斯擊退，波爾吉奧斯的隊伍對掠奪所得戰利品已經感動滿足，就因此撤回。波爾吉奧斯之後又遭到另一路的布倫努斯軍隊攻擊並遭到擊敗，讓布倫努斯可以自由的蹂躪這個區域。
在這次遠征歸來後，波爾吉奧斯再度力促第三次聯合遠征，並以中希腊為這次目標。這次出征以波爾吉奧斯和阿喀科里俄斯帶領，龐大的人數近乎不太可能，據記載步兵高達152,000人，騎兵有24,400人。但騎兵的實際人數可能最多只有上述的一半，因據保薩尼亞斯形容當時凱爾特人運用三騎手（trimarcisia）的騎兵戰術，即每個騎兵都有兩個騎馬僕役，當騎兵的馬在戰鬥中失去時，他先充作步兵作戰，並等待他後方的僕役把馬給他，若騎兵在戰鬥中受傷或陣亡，他的僕役也可以頂替他的位置戰鬥。

### 温泉关战役 (西元前279年)
由埃陀利亚人、维奥蒂亚人、雅典人、福基斯人以及一些科林斯北部的希腊人组成的希腊同盟来到位于希腊的中部东海岸的温泉关，并在这的狭长过道建立管辖区。在初期的攻击中，布伦努斯的部队损失惨重。 因此他决定派出一支由阿喀科里俄斯帶領的強大部队与埃陀利亚人对抗。正如布伦努斯所期望的，埃陀利亚的支队离开温泉关去保卫自己的家乡。埃陀利亚人进行了全民防御，老人和妇女也参与了战争。由于认识到高卢剑只在近距离有威胁，埃托利亚人采用了散兵战术。根据保薩尼亞斯表明，被派去埃托利亚的军队只有半数返回。
最终布伦努斯找到了包围该地的方法，但希腊人通过海路逃离了。

### 对德爾斐的攻击

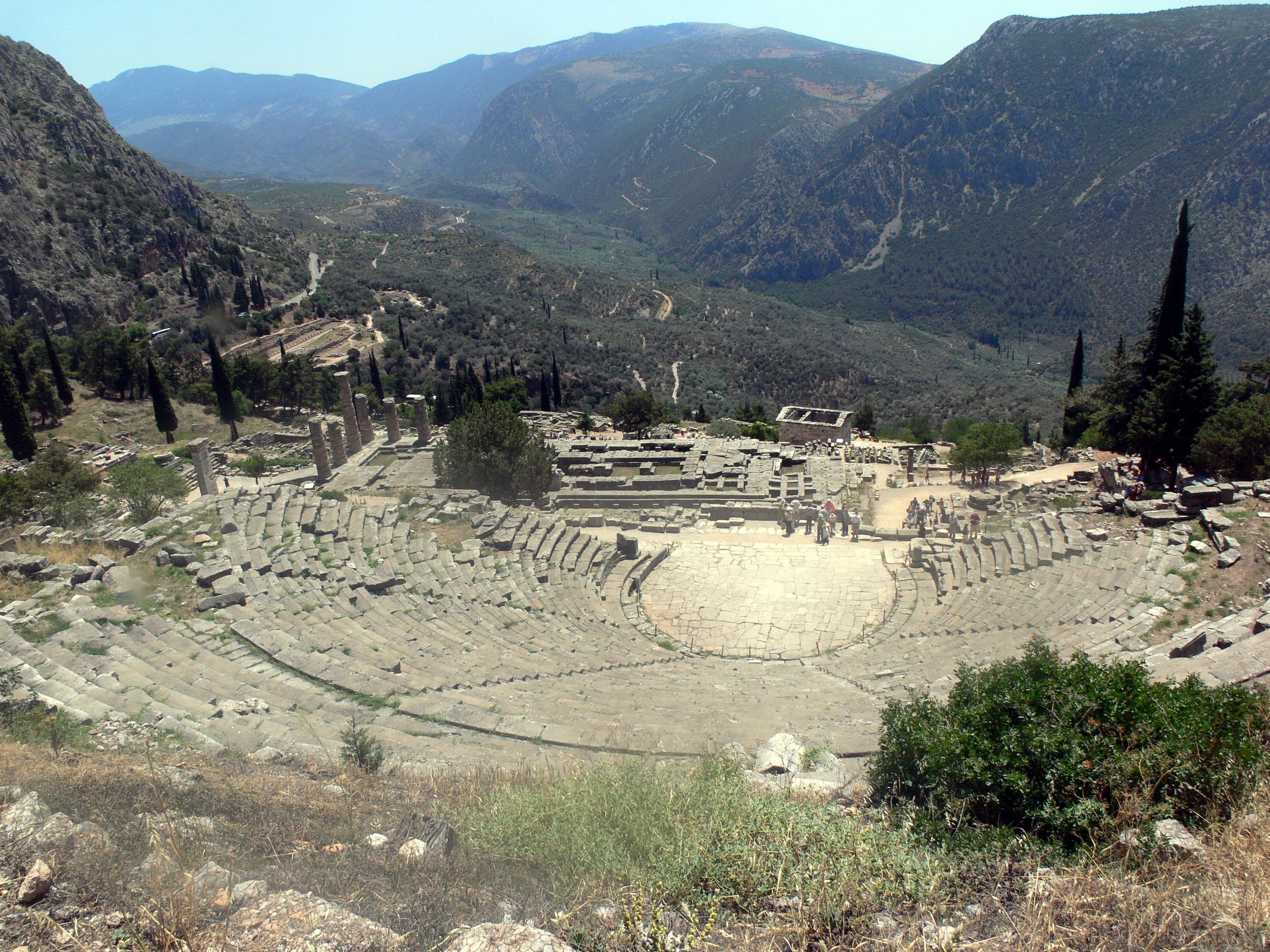
德爾斐

布伦努斯推进到德爾斐，他曾在这里战败而被迫撤退，这之后他因在战场持续多处负伤而亡。他的部队撤退到Spercheios河，并被色薩利人和马里人击溃.
两位与德爾斐战役有关的历史学家——波森尼亚斯和尤斯蒂努斯·查士丁表明，高卢人被打败并且逃离。他们被一场强力的暴风雨袭击，这使的操控部队成为不可能，就连命令都难以听到。当晚随之而来的是寒冷的天气，到了早上，希腊人从两边包抄攻击了他们。布伦努斯受了伤而随后高卢人撤退。那些不能修养伤口的士兵受到伤痛的折磨，当晚惊恐笼罩着营寨，于是高卢人分化成为不同的派系并且相互攻打对方。阿喀科里俄斯和其餘士兵趕到，但仍被希臘人逼至全軍撤退。布倫努斯自殺，保薩尼亞斯記錄他是喝純酒而死，而查士丁則記錄他是自刺而死。埃陀利亞人的進逼，使高盧人退到Spercheios，被色薩利人和馬里人消滅。

#### 来自德爾斐的诅咒黄金
除了希腊人关于高卢人的失败的描述，古罗马文学传统倾向于远不同的版本。斯特拉波記述生時聽聞關於寶藏的故事，描述寶藏是托洛薩黃金及15,000塔蘭同的金塊和銀錠，有可能是在德爾斐的洗劫中被诅咒的黄金并被屬於侵略军特克托薩季人带回了現時法國的图卢兹。
在所谓的洗劫之后超过一个半世纪，罗马人将统治高卢。西元前105年，在向阿劳西奥前进的同时，山南高卢的地方总督昆土斯·塞爾維利烏斯·凱皮歐掠夺了托洛萨的城镇，那里的居民已经成为了辛布里人的同盟，在这里找到了5万塔蘭同的金块和1万塔蘭同的银锭。托洛萨的财务被船运回罗马，但只有白银成功到达︰黄金被一队强盗偷走了，这些人据说是凱皮歐雇佣来杀掉守卫黄金的军团的。托洛萨的黄金永远也没有被找到，据说是被传给了Servilii Caepiones的最后的继承者马库斯‧朱尼厄斯‧布鲁图斯。
西元前105年，凱皮歐拒绝与他的上司Gnaeus Mallius Maximus合作，理由是认为他还是个新人，于是凱皮歐私自决定参加对罗纳河边上的辛布里的战斗。在这里，罗马军队遭到了严重的打击并且完全的崩溃，这一次行动被称为阿勞西奧戰役（現今的奧朗日）。
凱皮歐一回到罗马就因“军队的损失”和挪用公款的罪名而被审判。他被定罪并遭到最严厉的判决应允 ;他被剥夺了罗马公民的身份，禁止在罗马800英里内用水和火，罚款黄金15,000塔蘭同（約825,000磅），并接不能与朋友或家人想见或说话直到流亡结束。他整个后半生都流亡在小亚细亚的士麦那。他的失败和随后的毁灭被看做是他亵渎神圣的盗窃行为的惩罚。
斯特拉波对这一描述并不感兴趣,他表明到：战败的高卢人无论如何都没有任何理由抢走这些战利品。德爾斐的钱财早已在上个世纪（当时）的第三次神圣战争期间被福基斯人﹝Phocians﹞抢夺。无论怎样，布伦努斯'对德爾斐的传奇掠夺已被一些现代历史学家作为事实。

## 在希腊战役之后

Volcae的人种形成 和移民.

一些学者曾认为希腊战役对凯尔特人来说是灾难。然而，凯尔特人最终的目的并不是要永远占领希腊，确切的说他们是要夺回由他们所创造的希腊财富。之后，虽然他们被赶出了希腊，但在欧洲的东南部，他们的实力仍未消失。
而希腊战役中的幸存者，在Comontoris(一位布伦努斯人将军)的领导下定居于色雷斯，并创建了一个短暂的城邦，名叫Tyle。而另一部分高卢人，在281年从布伦努斯的部队中分离出，并被Nicomedes I招致小亚细亚以帮助他战胜自己的兄弟以及保卫卑斯尼亚国的安全。他们最后定居在一个被后人称作加拉太的地方。但不久后 Antiochus I被打败，并囚禁在安纳托利亚荒芜的高原地区Brennus。
凯尔特人仍然是北巴尔干超群的政治组织从公元前4世纪到公元前一世纪。 波伊人 控制了北潘诺尼亚于公元前2世纪, 同时被提到占领了现代斯洛伐克的版图。我们知道居住于潘诺尼亚的其他部落属于波伊部族联盟。 他们是居住在萨瓦河流域Sisak以西的Taurisci ,还有在喀尔巴阡山脉盆地居住的Anarti, Osi and Cotini。在下萨瓦河流域, Scordisci在他们的邻居中称霸了超过一个世纪。

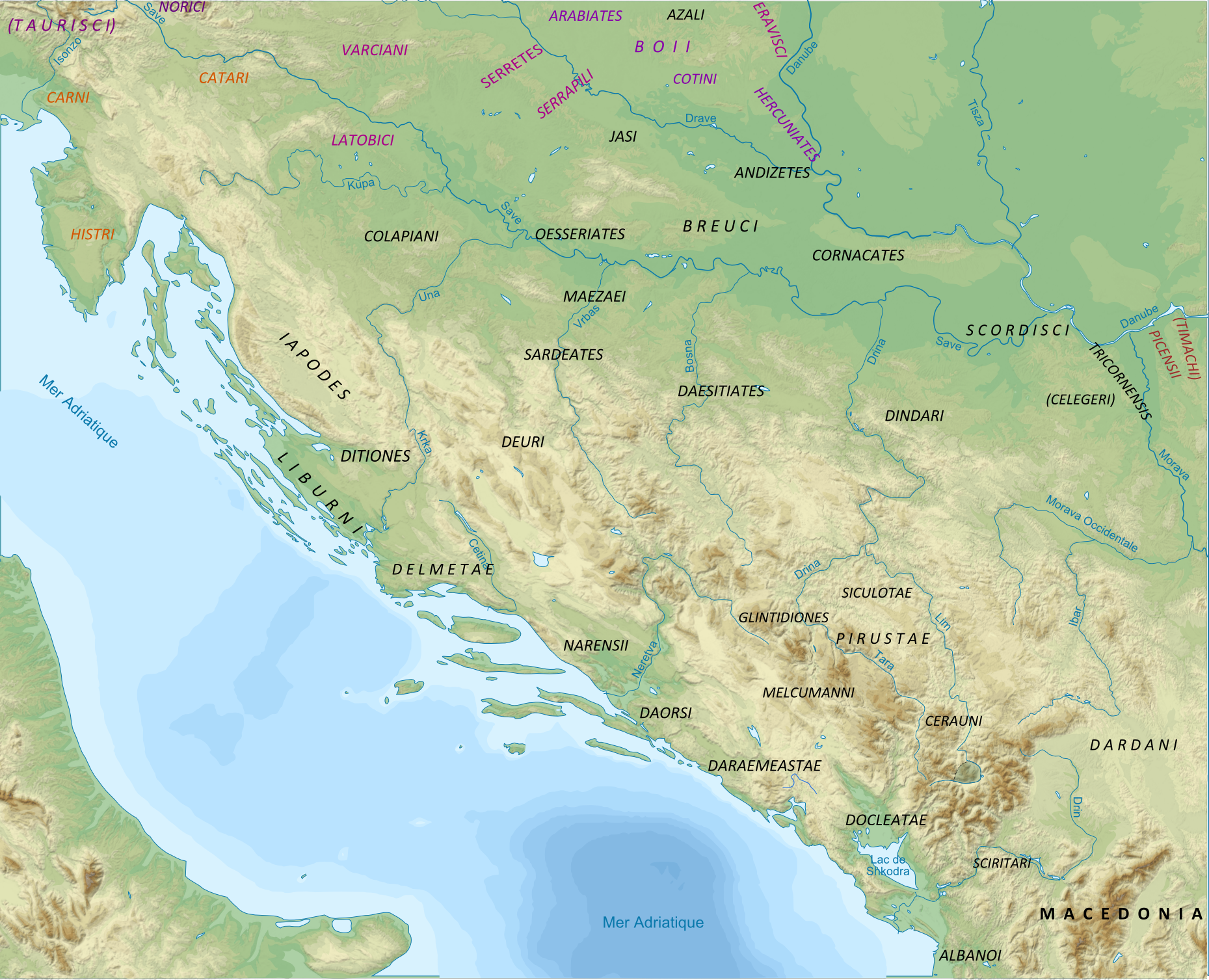
在潘诺尼亚和西达基亚的部落, 公元前50年

在公元前一世纪的后半叶在潘诺尼亚的蛮族部落中带来了更多统治关系的变化变化。 Burebista对波伊联盟的胜利较大地减小了凯尔特人部落对喀尔巴阡山盆地的控制, 其中的一些部落被消灭了。另外一些凯尔特人部落出现了。Hercuniates和 Latobici从北部区域（德国）移来。整个凯尔特人部落邂逅在一起, 他们的拉丁名字(比如说Arabiates),可能代表了战胜波伊帝国的新势力。为了更加削弱在潘诺尼亚的凯尔特人霸权,罗马人迁移了潘诺尼亚-伊利里亚人Azali到北潘诺尼亚。过去被凯尔特人所享受的那些政治优势被新的蛮族势力所削弱了,比如说马科曼尼和伊阿居格人。他们被周围的达基亚人、伊利里亚人和德意志人所吸收使得他们的种族独立逐渐丧失，尽管直到公元3世纪他们的凯尔特名字仍然存留下来。